# レネ・サイン
レネ・サイン（Rene Sain、1997年4月23日 - ）は、クロアチアのバレーボール選手。ポジションはリベロ。クロアチア代表。

## 来歴
- クラブチーム

プーラ出身。12歳のときにバレーボールをはじめた。2013年、OK Porečへ入団。3年間プレーし、2014/15シーズンのクロアチア国内リーグでは優勝、2015/16シーズンの国内リーグでは準優勝を果たした。2018年10月、ドイツのVfB Suhl LOTTO Thüringenへの移籍が発表され、2018/19シーズンのブンデスリーガではベストセーブ賞を受賞した。2019年9月、ルーマニアのCS Știința Bacăuへの移籍が発表され、2019/20シーズンのルーマニアリーグ、ルーマニアカップに出場した。2020年5月、フランスのRCカンヌへ移籍し、2020/21シーズンのフランスリーグでは5位となった。2021年10月、クロアチアのOK Marina Kaštelaへ移籍し、2021/22シーズンのクロアチア国内リーグでは準優勝した。2022年5月、ドイツのVCヴィースバーデンとの契約が発表され、2022/23シーズンのブンデスリーガで5位となった。同チームと2026年までの契約を締結した。
- 代表チーム

2016年、シニア代表に初選出され、同年のワールドグランプリでデビューした。2017年、欧州選手権に出場した。2019年、ヨーロッパリーグで銀メダルを獲得した。同年のチャレンジャーカップに出場した。2020年、東京五輪欧州大陸最終予選に出場した。2021年、欧州選手権に出場した。

## 球歴
- 欧州選手権 - 2017年、2019年、2021年
- ワールドグランプリ - 2016年、2017年

## 所属クラブ
- OK Poreč（2013-2016年）
- VK UP Olomouc（2016-2018年）
- VfB Suhl LOTTO Thüringen（2018-2019年）
- CS Știința Bacău（2019-2020年）
- RCカンヌ（2020-2021年）
- OK Marina Kaštela（2021-2022年）
- VCヴィースバーデン（2022-）